# Ion Basoc
Ion Basoc (29 de diciembre de 1997) es un deportista moldavo que compite en judo adaptado. Ganó una medalla de plata en los Juegos Paralímpicos de París 2024, en la categoría de +90 kg (clase J1).

## Palmarés internacional
| Juegos Paralímpicos | Juegos Paralímpicos | Juegos Paralímpicos | Juegos Paralímpicos |
| Año                 | Lugar               | Medalla             | Categoría           |
| ------------------- | ------------------- | ------------------- | ------------------- |
| 2024                | París (Francia)     | Medalla de plata    | +90 kg J1           |